# 佐藤康太
佐藤 康太（さとう こうた、1975年4月16日 - ）は、OBS大分放送の社員で元同局アナウンサー。大分県別府市出身。

## 人物・略歴
熊本学園大学商学部卒業。
高校まで野球部に所属。高校時代に別府羽室台高校の大塚明（現・千葉ロッテマリーンズコーチ）や国東高校の吉武真太郎（福岡ソフトバンクホークス→読売ジャイアンツ）と対戦したこともある。
特技はイラストで、番組などで自分の絵を何度か披露している。自らディレクションした企画には、しばしば本人作成の小物やイラストが登場している。

### OBS入社後
- 1999年、大分放送入社。
- 2003年4月、初めてテレビ番組「おはようナイスキャッチ」の司会を担当。
- 2004年からは、アナウンサーとテレビディレクターを兼任。
- 2005年、正月の特番「ゆったり王国2005」の企画『3社参りマラソン』で、大分市の神社（護国・春日・長浜）を走り、全13kmを生放送中に走破した。番組終了5秒前、感動的にスタジオに入るが、この日のゲストだったプロレスラーのジ・アッチーにラリアットされたところでCMへ。後提供のあとエンドタイトル時に「来年も走ります。」とコメント。
  - これに関連づけて、自身が司会を務める番組「おはようナイスキャッチ」で「康太、大分を走る」というコーナーも作られた。佐藤は県内の色んな場面で走っていた。その一つとして、豊後高田市・椿光寺の火渡りで、あまりの熱さにバックしたことは有名となった。
- 2006年7月、「おはようナイスキャッチ」で、血液を調べたところ、ドロドロ血液と判明（この時、間食にラーメンを食べていることも判明）。1ヶ月後、食事制限と運動で少しだけ改善される。その後、「康太、健康生活への道」というコーナーを作られ、睡眠時無呼吸症候群の検査を行ったものの期待を裏切らず、中度の無呼吸であることが判明した。
  - 体を張った企画が多い。お正月特番では、マラソンをはじめ相撲（アマチュア横綱など全5番勝負）や柔道（大分県出身の穴井隆将・さやか兄弟と対戦）、後述のバック転などにも挑戦した。
- 2009年9月から番組企画「3ヶ月で10kgシェイプアップ」に挑み、3ヶ月後に生放送で体重計に乗り見事目標を達成した（実際は12.1kg減）。ただし企画の延長として、34歳にして人生初めてのバック転に挑む企画がスタート。日本文理大学チアリーディング部BRAVESに教えてもらうが、その発表の場がBRAVESの公演の1コーナーとして観客の前で披露することになる。2010年3月27日-28日の2日間、大分県立芸術会館の大舞台で2日間とも成功。
- 2012年4月から大分県初のゴールデンタイム番組「旬感!3ch」の芸能担当リポーターとして出演。出演時の名前は、ラジオ番組「マンデーテレフォンリクエスト」において使用していた「のんシュガー康太」。黒縁メガネを着用している。また、HKT48（当時）の指原莉乃のファンで、番組でも「さしこ推し」とプリントされたポロシャツを着て出演。番組内で指原に何度もインタビューしており、2012年のAKB選抜総選挙では指原が4位に入った様子を自ら取材。
- 2013年3月で10年間出演していた「おはようナイスキャッチ」を卒業。同年4月から同番組のプロデューサーとなる。
- テレビ番組宣伝で本人がプロデューサーとして出演していた。
- 2016年4月から2019年3月までの3年間、報道部に異動し記者として幾度かテレビに出演。
- 2019年4月から「旬感!3ch」のディレクターを担当。
- 2020年4月から「かぼすタイム」のチーフディレクターを担当。

## 担当番組
- 2015年2月、担当番組なし

## 過去に担当した番組
テレビ
- おはようナイスキャッチ
- 旬感!3ch
- OBSニュース

ラジオ
- モーニングナビゲーション
- ふるさとキャラバン58
- MONDAYテレフォンリクエスト - リポーターとして出演
- OBSニュース